# Wouter Valckenier
Wouter Valckenier (* 7. Februar 1589 in Amsterdam; † 23. Juli 1650 ebenda) war ein Amsterdamer Bürgermeister des Goldenen Zeitalters.

## Biografie
Er wurde als Sohn des Cornelis Jansz Valckenier (1550–1613) und der Claertgen Pauw, einer Schwester des Regenten Reinier Pauw, geboren. Das Geschlecht der Valckenier entstammte N. N. Geelrok, nach seinem Beruf des Falkners später Valckenier genannt, dem Großfalkner und Oberjägermeister des Herzogs von Geldern (daher auch der Name Valckenier). Jener Stammherr der Valckeniers war ein Ururgroßvater des Wouter Valckenier gewesen.
Wouter Valckenier war als Schepen in den Jahren 1634, 1635, 1639, 1640 und 1642 Mitglied der Amsterdamer Stadtregierung gewesen. In den Jahren 1644, 1647, 1648 und 1650 war er regierender Bürgermeister seiner Heimatstadt gewesen; seine letzte Ernennung fiel in sein Todesjahr, sodass er sein Amt nur für kurze Zeit auszuführen vermochte. Einer seiner Söhne war der bedeutende Politiker und Regent Gillis Valckenier gewesen, ein anderer dessen Halbbruder Sybrant Valckenier, einem der Grundsteinleger des neuen Stadthauses op de Dam.